# Armand Gatti
Armand Gatti, eigentlich Dante Sauveur Gatti, (* 26. Januar 1924 in Monaco; † 6. April 2017 in Saint-Mandé) war ein französischer Schriftsteller sowie Theater- und Filmregisseur. Er wurde vor allem durch seine Dramen bekannt.

## Leben und Werk
Gatti entstammte einer italienisch-russischen Familie von teilweise jüdischer Herkunft und war der Sohn von Laetitia Luzona, einer Putzfrau, und des Auguste Reinier Gatti, eines Straßenkehrers. Als Armand 15 Jahre alt war, verstarb sein Vater an den Folgen von Verletzungen, die Polizisten ihm im Einsatz gegen Streikende zugefügt hatten. 1941 erwarb er das Abitur. Seit 1942 lebte er mit anderen jungen Männern im französischen Untergrund. Die G.M.R. „Groupe mobile de réserve“ des Vichy-Regimes verhaftete Gatti. Er wurde zum Tod verurteilt; aufgrund seines Alters (17) wurde das Urteil in Zwangsarbeit umgewandelt.
Gatti wurde 1943 nach Hamburg deportiert, wo er bei dem Schiffsausrüster und Schiffszimmermanns-Betrieb Lindemann in einem Zwangsarbeiterlager wohnte. Es gab in Hamburg „Lindemann“, meistens „John Lindemann“ oder „John M. Lindemann“ genannt, ein sogenanntes „Zivilarbeiterlager“ oder „Wohnlager“ auf der Veddel, eines der zahlreichen Zwangsarbeitslager in der Stadt, Ihm gelang durch Mut und glückliche Umstände die Flucht zurück nach Südfrankreich (in die Corrèze), überwiegend zu Fuß. Die Résistance schickte ihn von dort nach England, zu einer Ausbildung als Fallschirmjäger. Er war an der Befreiung der Niederlande durch die Operation Market Garden in Arnheim beteiligt. Nach dem Krieg arbeitete er zunächst als Gerichtsjournalist für den Parisien Libéré, später unternahm er weite Reisen als Reporter verschiedener renommierter Zeitungen. Neben Dramen verfasste er auch Drehbücher.
Joseph Long fasst sein Werk so zusammen:
Sowohl „Tatenberg“ als auch „Le Cigogne“ beziehen sich auf die Geschichte und die Erfahrungen von Zeitgenossen im 20. Jahrhundert. In Gattis Werk finden wir immer wieder die gleichen Themen …: Die Parallelwelt der Lager, ob in Nazideutschland, Sowjetrußland oder anderswo; Ortsverlust, Zerstörung; und hinter diesen Ereignissen die umfassenderen Themen der Identität, des Überlebens, der Menschenwürde; und die Notwendigkeit, eine Sprache zu finden, um das eigentlich Unsagbare auszudrücken.
Gatti selbst schreibt über seine Zwangsarbeit in Norddeutschland:
Diese Verbissenheit, diese Aufgabe ohne Ende: das war meine Weise, in das KZ zurückzukehren. … Später habe ich dann versucht, die Erinnerung auszutreiben, indem ich ‚Die zweite Existenz des Lagers Tatenberg‘ schrieb.
Im Dialog mit Marc Kravetz führt Gatti aus:
Ich betrat die Welt des Konkaven (und zwar als ein Pionier dieser Welt, wie er feststellen wird). Es ist für mich zu einer Art Kleid geworden. Bisweilen habe ich das Gefühl – auch deshalb, weil sich der Wind von der Ostsee her niemals legte –, dass ich es niemals abgelegt habe. Manchmal macht sich dieses Kleid selbständig. Es unternimmt eine Weltreise, in einer einzigen Nacht; und das ist immer eine KZ-Nacht.
Noch 1961 empfand er Beklemmung, als in Moskau von seinem Leidensgenossen Vladimir in der Taucherglocke die Rede war:
Die Glocke stülpte sich schwer über mich, in jenen Tagen, als ich auf dem Grund der Ostsee mit einer dreieckigen Schaufel im Sand grub.
Zu seiner Dramaturgie und zum Umgang mit der Erinnerung schreibt Gatti im Vorwort zu „Tatenberg“:
Ihrem Lauf (sc. dem der Erinnerung) zu folgen, das führt dazu: einen Weg zu bahnen, der zur sichtbaren Wirklichkeit parallel verläuft, der mit ihr jedoch nur durch Zufall Bezüge herstellt. Noch genauer: die sichtbare Wirklichkeit wurde zu einer Folie, einer Kinoleinwand, auf welche die Erinnerung Schatten warf. Die Schatten wurden (dann) durch die eigenen, erinnerten Gedanken in Bewegung gesetzt. Wenn aber das Vorführgerät gedreht wird, gehen die Schatten von der Leinwand weg und setzen ihr Spiel auf den Wänden oder den Türen (des Kinos) fort.
Marc Kravetz fasste Gattis Weg so zusammen:
Die Geschichte beginnt in einem eiskalten Loch in einem Buschwald von Berbeyrolle (Corrèze) im Winter 1942, mit einem einsamen Dialog zwischen einem jungen Partisanen ohne Waffen und dem Gott der Unendlichen. … Die Geschichte beginnt in einem Konzentrationslager, mit der Häftlingsnummer 17173 von Linderman, und auf dem Fluchtweg aus der Gefangenschaft, den ein junger Mann zu Fuß zurücklegt, und (der), ohne es zu wissen, den Weg zu Hölderlin wiedergefunden hatte.
An Alain Resnais’ Film Nacht und Nebel übt Gatti eine solidarische Kritik, was die Darstellung von schwer erträglichen Szenen aus der Zeit, als die KZs von den Alliierten befreit wurden, angeht (z. B. von den Bulldozern, die Leichenberge schieben), also an der Bildsprache:
Mich stört nicht nur, daß es sich um ein fälschlich typisiertes Bild von der Vernichtung handelt, weil […] die Wahrheit der Vernichtung gerade in der Nicht-Existenz solcher Bilder besteht. In der Logik des nationalsozialistischen Vernichtungsprozesses mußten alle Spuren verwischt werden. Alles verlief ordentlich und streng geregelt. Die Bilder … drücken einen, wenn auch realen, Aspekt der Grausamkeit des Lagers aus, einen Aspekt, der jedoch nicht im Zentrum des Vernichtungsprozesses steht. Das eigentlich Inakzeptable an diesen Bulldozern ist, daß sie allen Opfern genau das verweigern, was ihnen auch die Nazis nicht gewähren wollten, nämlich eine Bestattung. Sie sind nur noch Körper, ›Figuren‹. Welche Erinnerung kann es für die Nachkommen jener so übereinander geschichteten Männer und Frauen geben? Alles verliert sich in der Uniformität und Anonymität des Grauens.
Im Jahr 2010 gab es eine Diskussion darüber, ob Gattis detaillierte Aussagen über seinen Zwangsaufenthalt im Reich historisch tragfähig sind. Sie entzündete sich in Frankreich am Begriff „Deportierter“, einer Person, die in diesem Land juristisch genau definiert und mit Rechtsprivilegien ausgestattet ist. Gatti stellte daraufhin klar, er sei kein Insasse des KZ Neuengamme gewesen.

## Werke

### Dramen
- Le Seuil
- La Vie de Churchill, 1954
- Envoyé spécial dans la cage aux fauves, 1955
- Chine, 1956
- Le Poisson noir, 1957 (dt. Der schwarze Fisch; auch in Theater im S. Fischer Verlag Band 1, 1962)
- Sibérie, O + l’infini, 1958
- L’Enfant-rat und Le Voyage du Grand Tchou, 1960 (der 1. Titel wieder aufgelegt 1997)
- La Vie imaginaire de l’éboueur Auguste G. (dt. Das imaginäre Leben des Straßenkehrers Auguste G.),[12] La Seconde existence du camp de Tatenberg  (dt. Die zweite Existenz des Lagers Tatenberg[13]), Chroniques d’une planète provisoire (dt. Berichte von einem provisorischen Planeten), 1962[Anmerkung 14]
- Chant public devant deux chaises électriques, 1964, 1966 dt.Öffentlicher Gesang vor zwei elektrischen Stühlen
- V comme Viêt Nam, 1967 (dt. V wie Vietnam)
- Les Treize Soleils de la rue Saint-Blaise, 1968
- La Naissance, 1968[14]
- La Passion du général Franco, 1968 (dt. General Francos Leidenswege)
- Journal d’un guérillero, 1968 (dt. Kleines Handbuch der Stadtguerilla)
- Un homme seul, 1969 (dt. Die Schlacht der sieben Tage und sieben Nächte)
- Les hauts plateaux, dt. Hochland Verl. d. Autoren 1969
- Machine excavatrice pour entrer dans le plan de défrichement de la colonne d’invasion Che Guevara. dt. Maschine, mit der die Arbeit zur Erschliessung neuen Landes durch die „Brigade Che Guevara“ begonnen wird. Verl. d. Autoren 1970
- Rose blanche. dt. Weiße Rose. Verl. d. Autoren 1970
- Rosa collective, 1973 (dt. Rosa Kollektiv Verl. d. Autoren 1974)
- Die Hälfte des Himmels und wir (La Moitié du ciel et nous), 1975
- La Passion du général Franco par les émigrés eux-mêmes und La Tribu des Carcana en guerre contre quoi?, 1975
- L’Arche
- Le Crapaud-buffle, 1959
- L’Éther vague
- Il tuo nome era Letizia (Ton nom était joie), 1987
- Le Chant d’amour des alphabets d’Auschwitz, 1992 (veränd. Fassung Adam quoi?, Marseille 1993, mit vielen Co-Autoren)
- La Journée d’une infirmière ou: Pourquoi les animaux domestiques?, Reihe: Petit manuel de la guérilla urbaine. Verdier 1993[15]
- Notre tranchée de chaque jour, 1996
- La Part en trop, 1997
- La Parole errante, 1999
- De l’anarchie comme battement d’ailes: I, 2000; II, 2001; III, 2002; IV, 2003,
- Le couteau-toast d’Evariste Galois, 2006
- Le Bombardement de Berlin, 2009
- Ce que chantent les arbres de Montreuil und Mort-Ouvrier, 2009

### Gedichte
- Les cinq noms de résistance de Georges Guingouin. (Langgedicht) Auszug (franz.)

### Filme
- L’Enclos, 1960; Preis für die beste Kritik des DFJW und des Senders TV 5-Monde Paris – Le prix de la meilleure critique. Cannes 1961; als DVD bei Doriane/Clavis 2003[16]
- El Otro Cristobal, 1962; im Wettbewerb in Cannes (Auswahlliste) 1963
- Der Übergang über den Ebro (Le Passage de l’Ebre), 1969
- Le Lion, sa cage et ses ailes, 1975–1977
- La Première Lettre, 1977–1979
- Nous étions tous des noms d’arbres, 1981–1982
- Ton nom était joie, 1987